# فن كيكلادي
ازدهرت الحضارة الكيكلادية القديمة في جزر بحر إيجة منذ نحو 1100 إلى 3300 سنة قبل الميلاد. صُنّف الشعب الكيكلادي ضمن حضارات بحر إيجة الرئيسية الثلاث، إلى جانب الحضارة المينوسية وحضارة اليونان الموكيانية. ولذلك ضمّ الفن الكيكلادي أحد الفروع الرئيسية الثلاثة من فن بحر إيجة.
التمثال الرخامي هو أفضل عملٍ فنيّ معروف باقٍ، والشكل الأكثر شيوعًا منه هو التمثال الأنثوي الكامل الطول مع أذرع مطوية أمام الجبهة. يُعرف هذا النوع بالنسبة لعلماء الآثار باسم «إف إيه إف» أي «الشكل ذو الذراع المطوية». وبغض النظر عن شكل الأنف المحدد بشكل واضح، فإن الوجوه تكون مصقولة وفارغة تمامًا، ولكن وُجدت بعض الأدلة على أن البعض منها قد رسم عليها سابقًا. بقيت أعداد كبيرة من هذه التماثيل منتشرة، ولكن لسوء الحظ أُزيلَ معظمها بشكل غير قانوني من المحتوى الأثري غير المسجل، ويُعتقد أنها دُفنت.

## فن العصر الحجري الحديث
تأتي أغلب المعلومات المعروفة عن فن العصر الحجري الحديث في سيكلاديز من موقع الحفريات في ساليغوس قبالة أنتيباروس. يشبه الفخار في هذه الفترة الفخار الموجود في جزيرة كريت واليونان. كتب عالم الآثار سنكلير هود: «الشكل المميز هو وعاء على ارتفاع يمكن مقارنته بنوع موجود على اليابسة في العصر الحجري الحديث».

## التماثيل الكيكلادية
تُعد التماثيل الرخامية الفن الأكثر شهرة في هذه الفترة وكانت تُسمى عادةً باسم «الأصنام» أو «التماثيل الصغيرة»، وعلى الرغم من عدم وجود اسم معتمد تمامًا: يشير المصطلح السابق إلى دلالاتٍ دينية غير متفق عليها من قبل الخبراء بجميع الأحوال، وهذا الأخير لا ينطبق بشكل صحيح على التماثيل الكبيرة، والتي هي تقريبًا بحجمها الطبيعي. يدلّ انتشار هذه الأشكال الرخامية حول بحر إيجة، على شعبيتها بين شعوب كريت واليونان. وربما تكون أشهر هذه التماثيل هي تمثالي الموسيقيين: عازف القيثارة وعازف الناي. ويعود تاريخها إلى نحو 2500 سنة قبل الميلاد، ويُعتقد أحيانًا بسبب هذه التماثيل بأنّ «الموسيقيين الأوائل أتوا من بحر إيجة».
تمثل غالبية هذه الأشكال تصاميم مطابقة بشكل كبير للشكل البشري الأنثوي، وعادةً ما تكون ذات جودة هندسية مسطحة تمنحها تشابهًا مدهشًا مع الفن الحديث اليوم. ومع ذلك، يوجد اعتقاد حديث خاطئ يقول بأن التماثيل قد رسمت سابقًا بألوان زاهية. صوّرت غالبية التماثيل إناثًا عارية مع ذراعين مطويتين أمام البطن، وعادةً ما تكون الذراع اليمنى أسفل اليسرى. رأى معظم الكتاب هذه القطع الأثرية من وجهة نظر أنثروبولوجية أو نفسية، وافترضوا أنها تُمثّل آلهة الطبيعة العظيمة، كتقليدٍ مستمرٍ لمثيلاتها من الشخصيات النسائية من العصر الحجري الحديث مثل: فينوس ولندورف.
وافق بعض علماء الآثار على هذا التفسير، لكنه لم ينل موافقة جميع العلماء. وفُسرت فيما بعد بشكلٍ مختلفٍ على أنها أصنام الآلهة، وصور الموت، ودمى الأطفال، وأشياء أخرى. شعرت جهة واحدة فقط بأنها «أكثر من دمى وربما أقل من أصنامٍ مقدسة».
لم تُدعم الدلائل الأثرية المشيرة إلى أن هذه الأشكال كانت أصنامًا بالمعنى الدقيق للكلمة -أجسام للعبادة ومحور الشعائر الدينية- بأي أدلة واضحة. لكن ما تشير إليه الأدلة الأثرية هو أن هذه الأشكال كانت تُستخدَم بانتظام في الممارسة الجنائزية: إذ عُثر على جميعها في القبور. ومع ذلك، يظهر على بعضها علامات إصلاح واضحة، وهذا يعني أن هذه الأشياء كانت تُقدَّر من قبل المُتوفّى خلال حياته ولم تُصنع خصيصًا للدفن. وبالإضافة إلى ذلك، تُفكك في بعض الأحيان التماثيل الأكبر ليُدفن جزء منها فقط، وهي ظاهرة غير مفسرة. يبدو أن التماثيل قد دُفنت بالتساوي مع الرجال والنساء. لكن لم يُعثر عليها في كل قبر. في حين وُجدت المنحوتات في كثير من الأحيان مُمددة على ظهرها فوق القبور، وكانت توضع الأحجام الأكبر في الأضرحة أو أماكن السكن.

## الفن الكيكلادي المبكر
ينقسم الفن الكيكلادي المبكر إلى ثلاث فترات: الأولى (2500- 2800 قبل الميلاد)، الثانية (2200- 2500 قبل الميلاد)، الثالثة (2000- 2200 قبل الميلاد). لم يقتصر الفن بشكل كامل على واحدة فقط من هذه الفترات. شُوهدت الفترة الأولى على أفضل وجه في جزر باروس وأنتيباروس وأمورغوس، في حين شوهدت الفترة الثانية بشكل أساسي في جزيرة سيروس والفترة الثالثة في ميلوس.

### حضارة غروتا بيلوس (2800-2500 قبل الميلاد)
أهم المجموعات الأولى لحضارة غروتا بيلوس هي: بيلوس وبلاستيراس ولوروس. تماثيل بيلوس هي من النوع التخطيطي. يكون فيها كل من الذكور والإناث في وضعية الوقوف مع وجود الرأس والوجه. أما تماثيل بلاستيراس؛ فهي من النوع الطبيعي ولكنها منمقة بطريقة غريبة. يُنظر إلى نوع لوروس كمرحلة انتقالية، فهو يجمع ما بين العناصر التخطيطية والطبيعية. كانت أغلب التماثيل التخطيطية التي عُثر عليها مسطّحة جدًا، ولها أشكال بسيطة وتفتقر إلى الرأس المحدد الواضح. الأشكال الطبيعية صغيرة وتميل إلى أن تكون لها أحجام غير متناسقة، إذ تكون الرقاب طويلة والأجزاء العلوية شديدة النحول أما السيقان فهي قوية مفتولة العضلات.

### نوع بيلوس (التخطيطي)
تختلف التماثيل من نوع بيلوس عن العديد من التماثيل الكيكلادية فالجنس غير محدد بالنسبة لمعظمها. التماثيل الأكثر شهرة من نوع بيلوس هي مجموعة التماثيل التي مثلّت شكل «آلة الكمان». يوجد على هذه التماثيل رأس طويل، دون سيقان وجسم على شكل الكمان. تحتوي واحدة من هذه التماثيل على ثديين وذراعين ومثلث العانة، يُعتقد أنها تُمثّل آلهة الخصوبة. ولكن لا يمكننا التوصل إلى استنتاج دقيق في هذا الوقت وذلك نظرًا لعدم وجود هذه الخصائص في جميع التماثيل.

### نوع بلاستيراس (الطبيعي)
يُعد نوع بلاستيراس المثال الأقدم على التماثيل الكيكلادية، وسُميَّ باسم المقبرة التي وُجد فيها في باروس. احتفظت التماثيل بالشكل والوضعية وترتيب الذراع المطوي مثل أسلافهم، ولكنها اختلفت بعدة طرق واضحة. نوع بلاستيراس هو النوع الأكثر طبيعية، وتميز بالأحجام غير المتناسقة. فكان الرأس بيضاويًا ذو ملامح وجه منحوتة بدقة، بما في ذلك الأذنين، والرقبة طويلة تشغل عادةً ثلث الطول الإجمالي للتمثال. نُحتت السيقان بشكل منفصل لطولهما الزائد، وهذا ما أدى في كثير من الأحيان إلى تعرضها للكسر. رُسمت منطقة العانة بواسطة شق في التماثيل الأنثوية، ونُحت شكل الثديين أيضًا. اختلفت تماثيل الذكور في التركيب، ولكن ليس بشكل ملحوظ، فامتلكت وركين ضيقين وأعضاء جنسية ذكرية. عادةً ما تكون التماثيل صغيرة الحجم، فلا يزيد حجمها عن ثلاثين سنتيمترًا، ولا يمكنها أن تثبت بوضعية الوقوف بمفردها. صُنعت التماثيل من مادة الرخام، ولكن اقترح البعض أنها قد تكون صُنعت من الخشب.

### نوع لوروس (التخطيطي والطبيعي)
يُصنَّف نوع لوروس ضمن الفئة الأولى من التماثيل الكيكلادية من العصر البرونزي. جمع نوع لوروس ما بين النهج الطبيعي والتخطيطي للأنماط السابقة، فكانت للتماثيل وجوه مميزة وأعناق طويلة، وأجسام بسيطة. شُكّلت السيقان بعناية ونُحتت بشكلٍ منفصل دون أن تتجاوز الركبتين. وعلى الرغم من عدم الإشارة إلى وجود الثديين، إلا أن التماثيل من هذا النوع توحي بالشكل الأنثوي وتحمل دليلًا على وجود مثلث العانة المنحوت.

## معرض صور

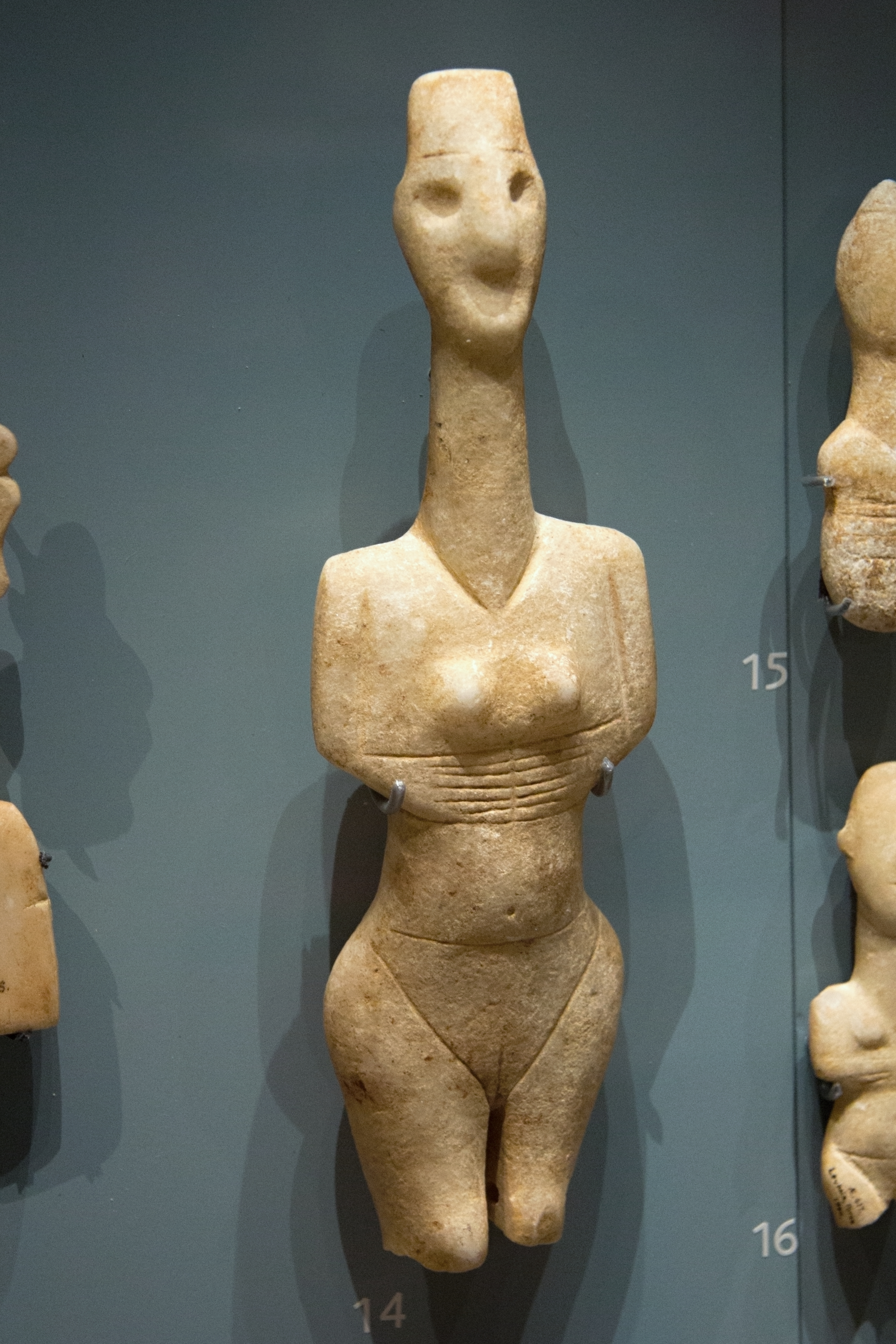
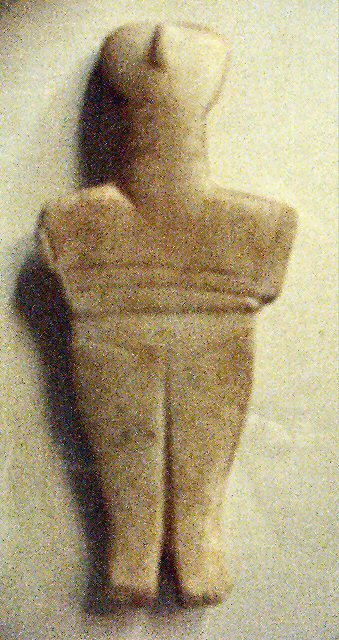
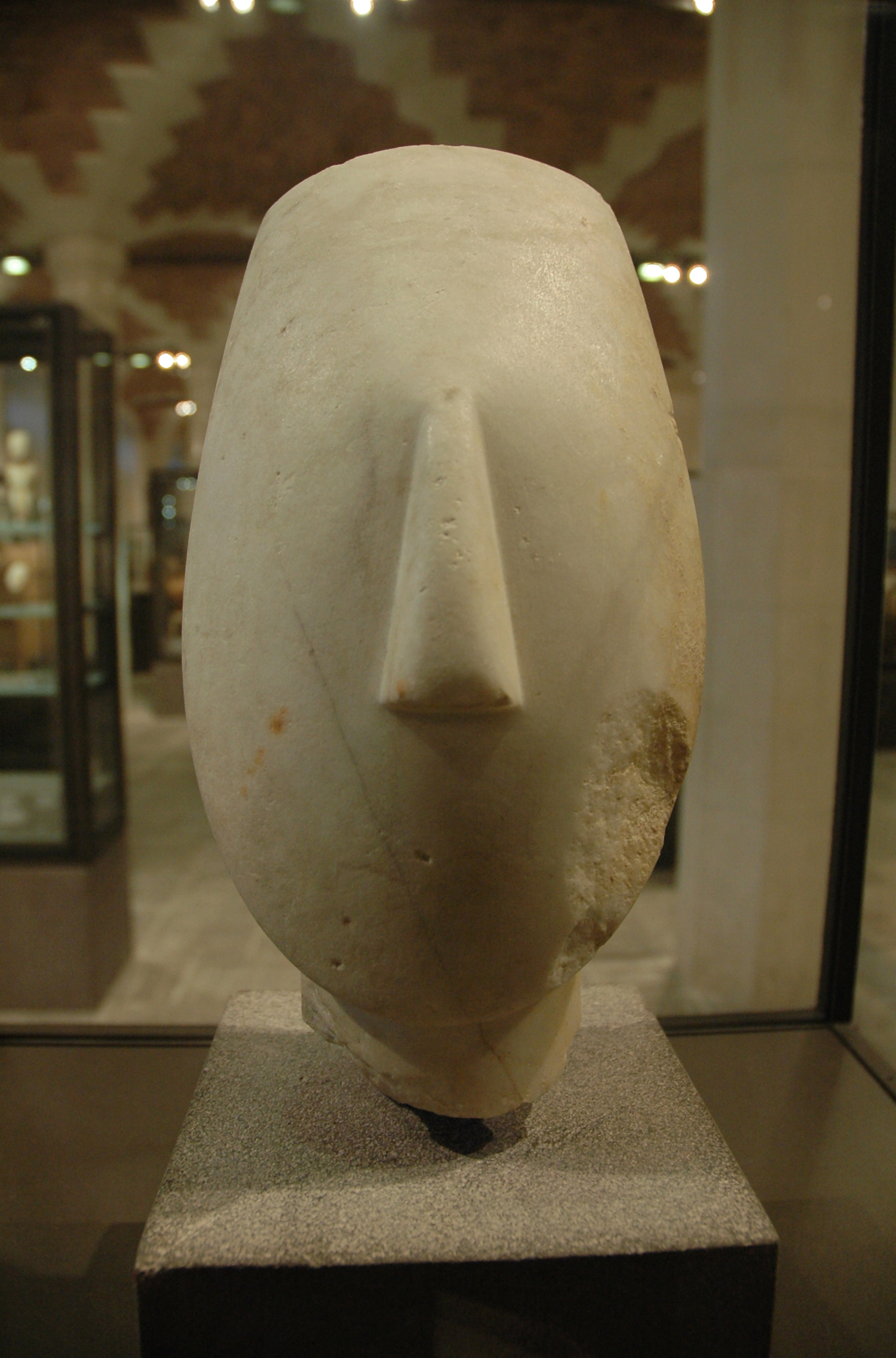
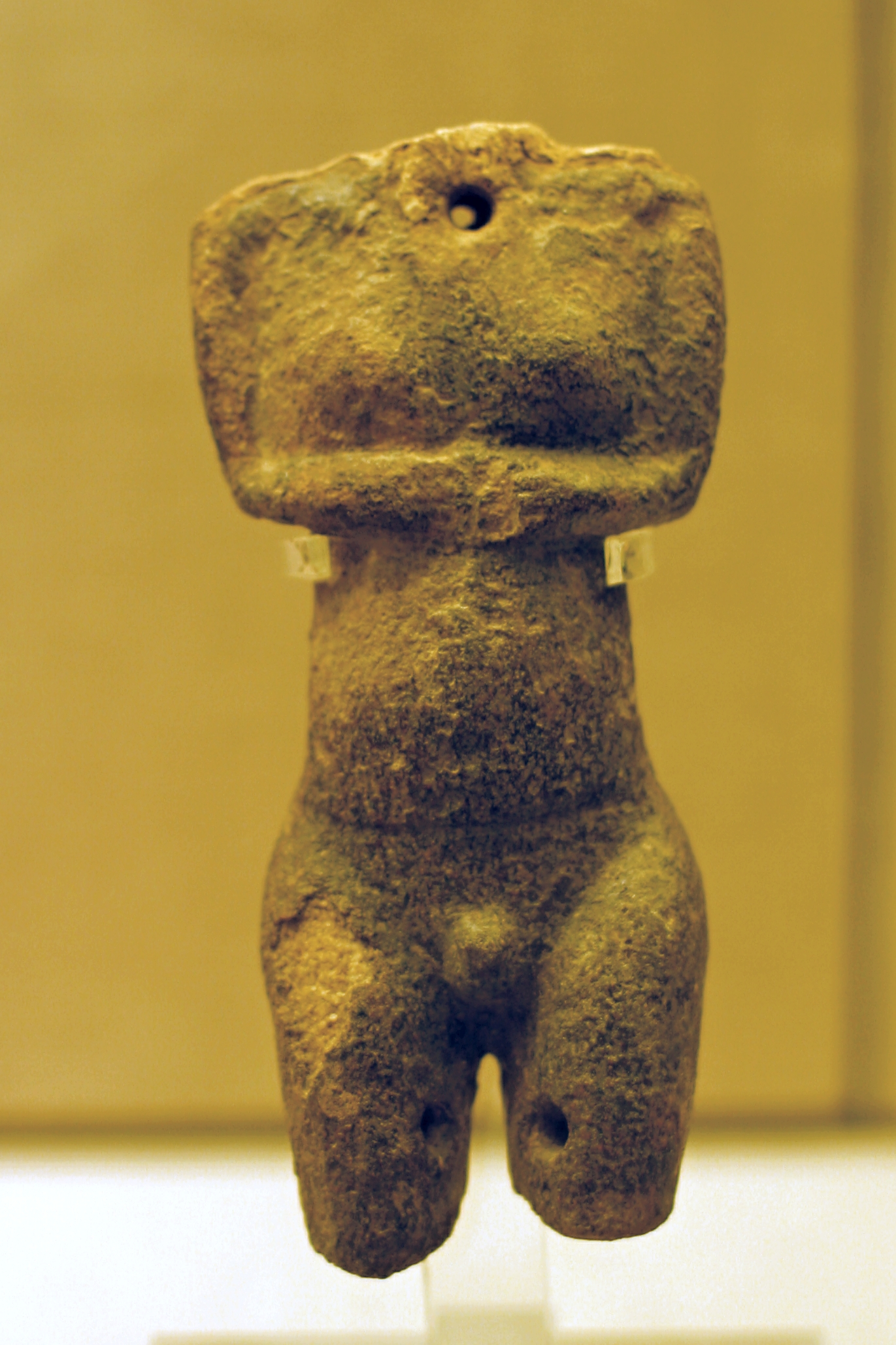
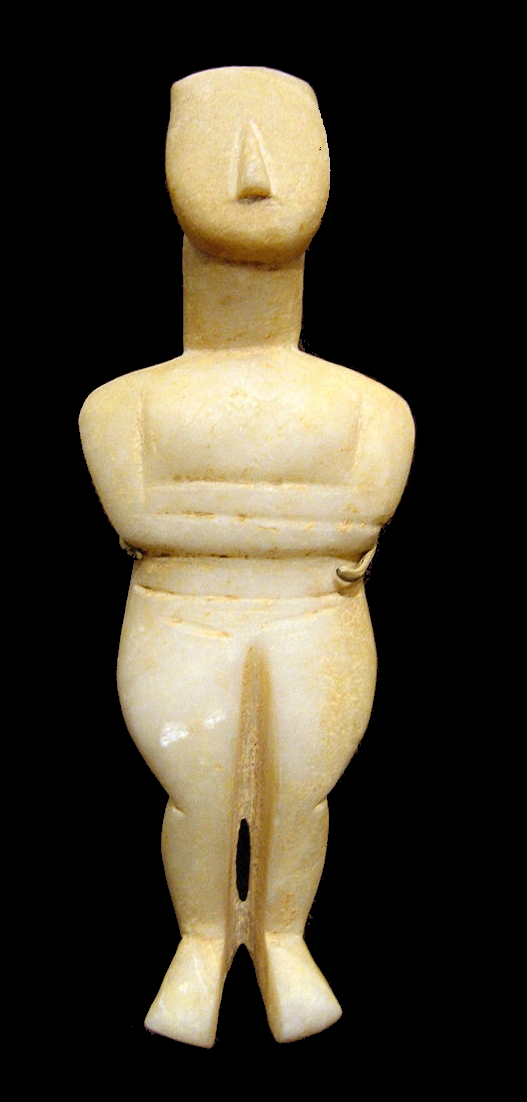